# Ostrowy (gmina w województwie stalinogrodzkim)
Ostrowy – dawna gmina wiejska istniejąca w latach 1952–1954 w woj. katowickim i stalinogrodzkim. Siedzibą władz gminy były Ostrowy k. Częstochowy (obecnie dzielnica Blachowni).
Gmina została utworzona 1 lipca 1952 w powiecie częstochowskim w woj. katowickim (od 9 marca 1953 pod nazwą woj. stalinogrodzkie) z części gmin Dźbów i Grabówka. W dniu powołania gmina składała się z 6 gromad: Blachownia, Brzózka, Ostrowy, Ottonów, Walaszczyki i Wyrazów. 21 września 1953 roku do gminy Ostrowy przyłączono gromady Herby i Trzepizury z gminy Konopiska.
Gmina została zniesiona 29 września 1954 roku wraz z reformą wprowadzającą gromady w miejsce gmin. Jednostka została przywrócona 1 stycznia 1973 roku po reaktywowaniu gmin w miejsce gromad, lecz pod nazwą gmina Blachownia, z siedzibą w Blachowni.
Uwaga: Nie mylić z dawną gminą Ostrowy nad Okszą (identyczny okres istnienia i przynależność wojewódzka).